# Космос-1075
Космос-1075 је један од преко 2400 совјетских вјештачких сателита лансираних у оквиру програма Космос.
Космос-1075 је лансиран са космодрома Плесецк, СССР, 8. фебруара 1979. Ракета-носач Р-14 Чусоваја (рус. Чусовая) (8К65, НАТО ознака SS-5 Skean) са додатим степеном је поставила сателит у орбиту око планете Земље. 